# Privat lokalradio
Privat lokalradio (PLR) är den reklamfinansierade radion i Sverige.
Till skillnad från andra europeiska länder, såsom Danmark och Storbritannien, finns det i Sverige inga nationella tillstånd för att sända reklamfinansierad radio. Den kommersiella radion begränsas istället till lokala sändare. Ofta samarbetar de olika lokala stationerna genom så kallad networking, vilket gör att flera stationer under delar av dagen sänder samma eller ett likartat utbud.
År 2006 köptes radionätverket Fria Media av SBS Radio. Därmed kom den privata lokalradion att nästan helt domineras av två aktörer: SBS Radio och MTG Radio. Deras främsta nätverk är Mix Megapol respektive Rix FM.
Ekonomiskt har PLR gått med förlust sedan den startades, bland annat på grund av höga koncessionsavgifter, låg annonsförsäljning och en fragmenterad marknad. År 2006 var det första året då PLR gick med vinst, sedan annonsförsäljningen ökat och nästan alla tillstånd blivit en del av två bolag som båda har varsitt närapå rikstäckande nätverk.
Den kommersiella radion har kritiserats för att vara alltför likriktad. Så gott som alla stora kommersiella kanaler sänder i stort sett inget annat än populärmusik och morgonprogram. Många stationer sänder även nyheter samt trafikinformation.

## Historik

### Starten
Privat lokalradio blev tillåtet i och med att lokalradiolagen trädde i kraft den 1 april 1993. Den som ville sända lokalradio kunde söka tillstånd hos Styrelsen för lokalradiotillstånd (sedan 1994 en del av Radio- och TV-verket, RTVV) och om det fanns flera sökande, kallades till auktion. Den första auktionen hölls den 22 september 1993 och sammanlagt fem auktioner hölls mellan 1993 och 1995 under vilka 92 tillstånd gavs.  För att få sända lokalradio var man tvungen att betala en årligt koncessionavgift om 20 000 kronor; de dyraste tillstånden kostade över 3 miljoner kronor om året.
Några veckor efter att den femte auktionen hållits infördes en stopplag som förbjöd utlysande av nya lokalradiotillstånd. Anledningen till detta sades vara oro över ägarkoncentration och brist på mångfald och lokal förankring.
Radioutbudet utvidgades, då fler stationer började sända på de utauktionerade PLR-tillstånden. Lyssnarsiffrorna steg och den nya radion med underhållning och musik i första prioritet fick fler och fler anhängare. Till en början spelade man musik från CD-skivor, men år 1997, bytte man till hårddisk i de flesta fall. Broadcastingprogram från RCS, DigRad och Fidelity Media blev nödvändiga och mer och mer tyngd lades ner på att behärska dessa program som blev mer och mer avancerade.  
Ekonomiskt sett växte stora bolag fram. MTG, CLT/UFA, Bonnier, Fria Media och NRJ blev de fem största aktörerna i slutet av 1990-talet och fler och fler bolag och stationer köptes upp. Det nätverk som växte mest under denna period var MTG/SRU:s Rix FM, tidigare känt som "Radio Rix".

### Konsolidering
RTVV förlängde i december 2001 tillstånden för alla dåvarande tillståndsinnehavare fram till den 31 december 2008. Koncessionsavgifterna som fanns sedan auktionen 1993–1995 behölls på samma nivå, justerat för inflation.
Stopplagen förlängdes fram till den 1 juli 2001 när nya regler för privat lokalradio infördes i Radio- och TV-lagen. Det gamla förfarandet med auktioner övergavs och ersattes av en urvalsprocess där de sökande bedömdes baserat på tre kriterier: programinnehåll, ägarförhållanden samt tekniska och finansiella förutsättningar. Om det bara finns en sökande gäller minimikrav, såsom tre timmars lokal sändning mellan klockan 6.00 och 21.00. Koncessionavgiften ersattes av en mindre årsavgift på 40 000 kronor som justeras årligen för inflation. De nya reglerna gäller dock bara tillstånd som utfärdats efter 2001, för redan existerande radiostationer gäller fortfarande de gamla koncessionsavgifterna och kravet om åtta timmar lokalproducerade program.
Med morgonprogrammet Rix Morronzoo gick också Rix FM om Sveriges Radio P3:s morgonprogram år 2001 och två år därefter blev Rix FM Sveriges största radionätverk. Bonniers Mix Megapol blev också stora, men till början av 2000-talet blev motgångarna ett faktum för Bonniers stationer. SBS köpte då upp Bonnier Radio och nya SBS Radio bildades. På stationslistan för SBS Radio återfanns då stationer som Mix Megapol, Radio City och Vinyl.
År 2002 köpte också MTG Radio upp CLT/UFA:s stationer Lugna Favoriter och Wow 105,5. Stockholmstationen Wow 105,5 hade formatet Modern AC, med målgruppen 20–39 år, alltså samma målgrupp som MTG Radios Rix FM. Därför flyttade Rix FM till frekvensen 105,5, och på Rix FM:s gamla frekvens startade Metro FM.
År 2004 köpte MTG upp andelar i svenska NRJ. Man ersatte NRJ med Lugna Favoriter eller Rix FM i de mindre orterna, eftersom ungdomar med stort musikintresse och intresse av uteliv – NRJ:s målgrupp – i större utsträckning befann sig i storstäderna. MTG-station Power Hit Radio i Stockholm försvann eftersom den hade ett format som liknade NRJ. Efter en tid av hiphop/rnb, återkom senare Bandit Rock på Powers gamla frekvens.
Under första halvan av 2005 slutade Linköpingsbaserade Corren-koncernens radiobolag Radio & Co att sända sina kanaler Match FM och Gold FM (som sänt över östra Sverige) med hänvisning till dålig lönsamhet. Kanalerna ersattes av Rix FM respektive Lugna Favoriter. I och med detta avslutades en radioepok som börjat med den ideella "Radio SFR" i mitten av 1988.
År 2006 köptes Fria Media av SBS. Därmed var nästan alla nätverk och stationer knutna till antingen SBS eller MTG. Fria Medias stationer gjordes om till Mix Megapol. Under 2006 slogs även Radio City i Göteborg och Malmö ihop med Mix Megapol. Detta gjorde att The Voice kunde sändas i alla de tre storstäderna.
År 2008 meddelade SRU och flera lokala aktörer att de skulle bryta sitt samarbete med MTG och gå över till SBS. Därmed kommer ett antal Rix FM-stationer bli Mix Megapol.

## Tillståndinnehavare
Det finns 90 tillstånd för PLR. De allra flesta orter har två lokalradiostationer, undantaget Stockholm som har tio, Göteborg som har fem samt Skellefteå, Sundsvall, Umeå och Norrköping som har tre. Några mindre orter har enbart en station. Malmö och Lund ligger så pass nära varandra att de i praktiken fungerar som ett område med fyra stationer.
De allra flesta stationer tillhör ett nätverk. Om en ort har två stationer med en knuten till MTG och en till SBS sänds Rix FM på den ena och Mix Megapol på den andra. Om MTG äger två stationer på samma ort sänder de Rix FM och Lugna Favoriter. SBS övertar till hösten 2008 ett antal tidigare Rix FM-stationer och det var i juni 2008 okänt vad SBS skulle sända på de orter där de får två stationer.
| Område          | Frekvens | Stationsbeteckning                  | Nätverk              | Tillståndshavare                            |
| --------------- | -------- | ----------------------------------- | -------------------- | ------------------------------------------- |
| Borås           | 105,5    | Mix Megapol 105,5 Borås             | Mix Megapol Borås    | Fria Radiobolaget i Borås AB                |
| Borås           | 107,1    | 107,1 RIX FM Borås                  | Rix FM               | RadioIndustri Xerkses i Borås AB            |
| Jönköping       | 105,1    | Mix Megapol 105,1 Jönköping         | Mix Megapol          | Radio Match AB                              |
| Jönköping       | 106,0    | 106,0 Rix FM Jönköping              | Rix FM               | Jönköpings Reklamradio 106,0 HB             |
| Göteborg        | 104,8    |                                     |                      |                                             |
| Göteborg        | 105,3    | NRJ Göteborg 105,3                  | NRJ                  | RBG Broadcasting AB                         |
| Göteborg        | 105,9    | 105,9 Rix FM Göteborg               | Rix FM               | Göteborg Air 105,9 HB                       |
| Göteborg        | 107,3    | Mix Megapol Göteborg 107,3          | Mix Megapol Göteborg | Radio City AB                               |
| Göteborg        | 107,8    | Lugna Favoriter 107,8 Göteborg      | Lugna Favoriter      |                                             |
| Skövde          | 106,4    | Mix Megapol 106,4 Skaraborg         | Mix Megapol          | SBS Radio AB                                |
| Skövde          | 107,6    | NRJ Skaraborg 107,6                 | NRJ                  | RBS Broadcasting AB                         |
| Stockholm       | 101,9    | Svensk Pop 101,9 Stockholm          | Bauer Media          | Z-Radio 101,9 HB                            |
| Stockholm       | 104,3    | Mix Megapol 104,3 Stockholm         | Mix Megapol          | Mix Megapol.se AB                           |
| Stockholm       | 104,7    | Lugna Favoriter 104,7 Stockholm     | Lugna Favoriter      | Lugna Favoriter 104,7 i Stockholm HB        |
| Stockholm       | 105,1    | NRJ Stockholm 105,1                 | NRJ                  | RBS Broadcasting AB                         |
| Stockholm       | 105,5    | 105,5 Rix FM Stockholm              | Rix FM               | Kimtevill HB                                |
| Stockholm       | 105,9    | Power Hit Radio 105,9 Stockholm     | Power Hit Radio      | MTG Radio                                   |
| Stockholm       | 106,3    | Bandit Rock 106-3 Stockholm         | Bandit Rock          | Power i Stockholm HB                        |
| Stockholm       | 106,7    | 106,7 Rockklassiker Stockholm       | Rockklassiker        | Rockklassiker Sverige AB                    |
| Stockholm       | 107,1    | Star FM 101,9 Stockholm             | Star FM              | MTG Radio                                   |
| Stockholm       | 107,5    | Vinyl 107,5 Stockholm               | SBS Radio            | E-fm Sverige AB                             |
| Södertälje      | 100,8    | Mix Megapol 100,8 Södertälje        | Mix Megapol          | RBDS Broadcasting AB                        |
| Södertälje      | 103,9    | 103,9 Rix FM Södertälje             | Rix FM               | Planet 103,9 Södertälje AB                  |
| Trestadsområdet | 105,0    | 105,0 Rix FM Trestad                | Rix FM               | Trestad Air 105,0 HB                        |
| Trestadsområdet | 106,9    | Mix Megapol 106,9 Trestad           | Mix Megapol          | SBS Radio AB                                |
| Norra Bohuslän  | 105,7    | NRJ Bohuslän 105,7                  | NRJ                  | RBO Broadcasting AB                         |
| Norra Bohuslän  | 104,2    | Mix Megapol 104,2 Bohuslän          | Mix Megapol          | SBS Radio AB                                |
| Lund            | 106,1    | 106,1 Rockklassiker Skåne           | Rockklassiker        | SBS Radio AB                                |
| Lund            | 107,0    | Mix Megapol Malmö 107,0             | Mix Megapol Malmö    | Radio City AB                               |
| Malmö           | 106,7    | 106,7 Rix FM Malmö                  | Rix FM               | GH Giga Hertz HB                            |
| Malmö           | 105,2    | NRJ Skåne 105,2                     | NRJ                  | RBM Broadcasting AB                         |
| Kristianstad    | 105,9    | NRJ Kristianstad 105,9              | NRJ                  | RBS Broadcasting AB                         |
| Kristianstad    | 107,3    | 107,3 Rix FM Kristianstad           | Rix FM               | Reklammedia 107,3 i Kristianstad HB         |
| Helsingborg     |          | 107,6 Rix FM Helsingborg            | Rix FM               | Radio 2000 107,6 i Helsingborg HB           |
| Helsingborg     |          | Mix Megapol 106,0 Helsingborg       | Mix Megapol          | Radio Stella AB                             |
| Blekinge        |          | Mix Megapol 104,7 Karlskrona        | Mix Megapol          | Fria Media i Blekinge AB                    |
| Blekinge        |          | 106,4 Rix FM Blekinge               | Rix FM               | RBKR Broadcasting AB                        |
| Falun/Borlänge  |          | Mix Megapol 105,5 Dalarna           | Mix Megapol          | SBS Radio AB                                |
| Falun/Borlänge  |          | 106,3 Rix FM Falun/Borlänge         | Rix FM               | RBS Broadcasting AB                         |
| Mora/Sälen      |          | Mix Megapol 106,8 Mora-Sälen        | Mix Megapol          | SBS Radio AB                                |
| Mora/Sälen      |          | 104,6 Rix FM Mora/Sälen             | Rix FM               | RBS Broadcasting AB                         |
| Kalmar/Öland    |          | Mix Megapol 105,4 Kalmar            | Mix Megapol          | Reklamradio FMK AB                          |
| Gotland         |          | Radio Four Mix Megapol              | Mix Megapol Gotland  | Östersjöns Reklamradio AB                   |
| Gotland         |          | 104,4 Rix FM Gotland                | Rix FM               | RBS Broadcasting AB                         |
| Gävle           |          | Mix Megapol 104,9 Gästrikland       | Mix Megapol          | Rix Gävle/Sandviken KB                      |
| Gävle           |          | Rockklassiker 106,7 Gästrikland     | Rockklassiker        | SBS Radio AB                                |
| Hudiksvall      |          | Lugna Favoriter 107,0 Hälsingland   | Lugna Favoriter      | RBS Broadcasting AB                         |
| Hudiksvall      |          | Mix Megapol 105,1 Hälsingland       | Mix Megapol          | Tryckeri AB Ljusnan                         |
| Varberg         |          | Mix Megapol 106,5 Varberg           | Mix Megapol          | Radio Rix i Halland AB                      |
| Halmstad        |          | Mix Megapol 104,2 Halmstad          | Mix Megapol          | Radio Rix i Halland AB                      |
| Halmstad        |          | 107,2 Rix FM Halland                | Rix FM               | RBS Broadcasting AB                         |
| Västra Småland  |          | 106,8 Rix FM Västra Småland         | Rix FM               | RBS Broadcasting AB                         |
| Västra Småland  |          | Mix Megapol 104,6 Värnamo           | Mix Megapol          | SBS Radio AB                                |
| Kalmar/Öland    |          | 104,0 Rix FM Kalmar                 | Rix FM               | RBS Broadcasting AB                         |
| Kalmar/Öland    |          | Mix Megapol 105.4 Kalmar län        | Mix Megapol          | Reklamradio FMK AB                          |
| Växjö           |          | Mix Megapol 105,8 Växjö             | Mix Megapol          | Radio Hit FM Melodicum AB                   |
| Växjö           |          | 104,3 Rix FM Växjö                  | Rix FM               | Växjö Reklamradio 104,3 HB                  |
| Gällivare       |          | Mix Megapol 105,2 Norra Norrland    | Mix Megapol          | SBS Radio AB                                |
| Luleå           |          | 105,6 Rix FM Luleå                  | Rix FM               | Radio National Luleå AB                     |
| Luleå           |          | Lugna Favoriter 106,3 Luleå         | Lugna Favoriter      | RBBD Broadcasting AB                        |
| Eskilstuna      |          | 104,5 Rix FM Eskilstuna             | Rix FM               | Radio Air 104,5 i Hällby och Eskilstuna HB  |
| Eskilstuna      |          | Mix Megapol 107,3 Sörmland          | Mix Megapol          | SBS Radio AB                                |
| Nyköping        |          | 107,7 Rix FM Nyköping               | Rix FM               | Forum & Marknad 107,7 i Nyköping HB         |
| Nyköping        |          | Lugna Favoriter 105,7 Nyköping      | Lugna Favoriter      | Radio Nova AB                               |
| Uppsala         |          | 105,3 Rix FM Uppsala                | Rix FM               | RBS Broadcasting AB                         |
| Uppsala         |          | Bandit Rock 106,5                   | Bandit Rock          | Uppsala Musikradio City 106,5 AB            |
| Karlstad        |          | 104,4 Rix FM Karlstad               | Rix FM               | Reklammedia 104,4 i Kil och Karlstad HB     |
| Karlstad        |          | Mix Megapol 105,4 Karlstad          | Mix Megapol          | Svensk Radiopartner Radio City AB           |
| Skellefteå      |          | 92,4 Rix FM Skellefteå              | Rix FM               | Radio National Skellefteå AB                |
| Skellefteå      |          | Bandit Rock 106,7 Skellefteå        | Bandit Rock          | RBS Broadcasting AB                         |
| Skellefteå      |          | Mix Megapol 105,4 Skellefteå        | Mix Megapol          | SBS Radio AB                                |
| Umeå            |          | Rockklassiker 107,0 Umeå            | Rockklassiker        | SBS Radio AB                                |
| Umeå            |          | Mix Megapol 104,2 Umeå              | Mix Megapol          | Umeå Radiointressenter KB                   |
| Umeå            |          | 106,2 Rix FM Umeå                   | Rix FM               | Björn Widstrand                             |
| Sundsvall       |          | 101,9 Rix FM Sundsvall              | Rix FM               | Kilohertz AB                                |
| Sundsvall       |          | Mix Megapol 105,5 Sundsvall         | Mix Megapol          | Media Intressenterna Sundsvall/Härnösand KB |
| Sundsvall       |          | Rockklassiker 107,4 Sundsvall       | Rockklassiker        | SBS Radio AB                                |
| Sundsvall       |          | Radio Guld                          |                      | SRU Svensk Radioutveckling AB               |
| Örnsköldsvik    |          | Mix Megapol 104,8 Örnsköldsvik      | Mix Megapol          | Radio Ö-vik KB                              |
| Örnsköldsvik    |          | Rix FM 107,1 Örnsköldsvik           | Rix FM               | RBS Broadcasting AB                         |
| Västerås        |          | Mix Megapol 106,1 Västmanland       | Mix Megapol          | Bra Radio i Västerås AB                     |
| Västerås        |          | Rockklassiker 106,9 Västmanland     | Rockklassiker        | SBS Radio AB                                |
| Örebro          |          | Rockklassiker 106,3 Örebro          | Rockklassiker        | NAradio AB                                  |
| Örebro          |          | Mix Megapol 104,7 Örebro            | Mix Megapol          | SBS Radio AB                                |
| Linköping       |          | Rix FM Linköping                    | Rix FM               | Fria Media i Östergötland AB                |
| Linköping       |          | Mix Megapol 106,9 Östergötland      | Mix Megapol          | SBS Radio AB                                |
| Norrköping      |          | Rix FM Norrköping                   | Rix FM               | David Olsson Radioproduktion AB             |
| Norrköping      |          | Lugna Favoriter, Östergötland 104,9 | Lugna Favoriter      | Göta Radiokanal i Linköping AB              |
| Norrköping      |          | East FM 100,9 i Norrköping          |                      | JFM-Förvaltnings AB                         |
| Östersund/Åre   | 104,0    | NRJ Åre/Östersund 104,0             | NRJ                  | Vinyl AB                                    |
| Östersund/Åre   | 107,2    | 107,2 Rix FM Östersund              | Rix FM               | Power i Stockholm HB                        |